# Pietrzykowo-Gołąbki (gromada)
Pietrzykowo-Gołąbki (początkowo Pietrzykowo Gołąbki, bez łącznika) – dawna gromada, czyli najmniejsza jednostka podziału terytorialnego Polskiej Rzeczypospolitej Ludowej w latach 1954–1972.
Gromady, z gromadzkimi radami narodowymi (GRN) jako organami władzy najniższego stopnia na wsi, funkcjonowały od reformy reorganizującej administrację wiejską przeprowadzonej jesienią 1954 do momentu ich zniesienia z dniem 1 stycznia 1973, tym samym wypierając organizację gminną w latach 1954–1972.
Gromadę Pietrzykowo Gołąbki z siedzibą GRN w Pietrzykowie Gołąbkach utworzono – jako jedną z 8759 gromad – w powiecie bielskim w woj. białostockim, na mocy uchwały nr 12/V WRN w Białymstoku z dnia 4 października 1954. W skład jednostki weszły obszary dotychczasowych gromad Pietrzykowo, Zawady, Bolesty i Piliki ze zniesionej gminy Dobromil, obszar dotychczasowej gromady Szastały ze zniesionej gminy Augustowo, obszar dotychczasowej gromady Skrzypki ze zniesionej gminy Łubin Kościelny oraz obszar lasów państwowych o powierzchni 89,17 ha wyłączony z miasta Bielsk Podlaski w tymże powiecie. Dla gromady ustalono 15 członków gromadzkiej rady narodowej.
31 grudnia 1959 z gromady Pietrzykowo-Gołąbki wyłączono wsie Skrzypki Duże i Skrzypki Małe włączając je do gromady Łubin Kościelny, po czym gromadę Pietrzykowo-Gołąbki zniesiono włączając jej obszar do nowo utworzonej gromady Piliki.